# USA's Grand Prix 2023
USA's Grand Prix 2023 (officielt navn: Formula 1 Lenovo United States Grand Prix 2023) var et Formel 1-løb, som blev kørt den 22. oktober 2023 på Circuit of the Americas i Austin, Texas, USA. Det var det attende løb i Formel 1-sæsonen 2023, og det femte løb i sæsonen, som blev kørt med sprint race-formatet.

## Ræskvalifikation
| Pos.               | Nr. | Kører             | Konstruktør                  | Del 1    | Del 2    | Del 3    | Grid |
| ------------------ | --- | ----------------- | ---------------------------- | -------- | -------- | -------- | ---- |
| 1                  | 16  | Charles Leclerc   | Ferrari                      | 1.36,061 | 1.35,004 | 1.34,723 | 1    |
| 2                  | 4   | Lando Norris      | McLaren-Mercedes             | 1.35,110 | 1.35,441 | 1.34,853 | 2    |
| 3                  | 44  | Lewis Hamilton    | Mercedes                     | 1.35,091 | 1.35,240 | 1.34,862 | 3    |
| 4                  | 55  | Carlos Sainz, Jr. | Ferrari                      | 1.35,824 | 1.35,302 | 1.34,945 | 4    |
| 5                  | 63  | George Russell    | Mercedes                     | 1.36,165 | 1.35,606 | 1.35,079 | 5    |
| 6                  | 1   | Max Verstappen    | Red Bull Racing-Honda RBPT   | 1.35,346 | 1.35,008 | 1.35,081 | 6    |
| 7                  | 10  | Pierre Gasly      | Alpine-Renault               | 1.36,158 | 1.35,496 | 1.35,089 | 7    |
| 8                  | 31  | Esteban Ocon      | Alpine-Renault               | 1.36,131 | 1.35,413 | 1.35,154 | 8    |
| 9                  | 11  | Sergio Pérez      | Red Bull Racing-Honda RBPT   | 1.35,989 | 1.35,679 | 1.35,173 | 9    |
| 10                 | 81  | Oscar Piastri     | McLaren-Mercedes             | 1.36,064 | 1.35,576 | 1.35,467 | 10   |
| 11                 | 22  | Yuki Tsunoda      | AlphaTauri-Honda RBPT        | 1.35,913 | 1.35,697 | N/A      | 11   |
| 12                 | 24  | Zhou Guanyu       | Alfa Romeo-Ferrari           | 1.36,052 | 1.35,698 | N/A      | 12   |
| 13                 | 77  | Valtteri Bottas   | Alfa Romeo-Ferrari           | 1.36,082 | 1.35,858 | N/A      | 13   |
| 14                 | 20  | Kevin Magnussen   | Haas-Ferrari                 | 1.36,009 | 1.35,880 | N/A      | PL1  |
| 15                 | 3   | Daniel Ricciardo  | AlphaTauri-Honda RBPT        | 1.36,213 | 1.35,974 | N/A      | 14   |
| 16                 | 27  | Nico Hülkenberg   | Haas-Ferrari                 | 1.36,235 | N/A      | N/A      | PL1  |
| 17                 | 14  | Fernando Alonso   | Aston Martin Aramco-Mercedes | 1.36,268 | N/A      | N/A      | PL1  |
| 18                 | 23  | Alexander Albon   | Williams-Mercedes            | 1:36.315 | N/A      | N/A      | 15   |
| 19                 | 18  | Lance Stroll      | Aston Martin Aramco-Mercedes | 1.36,589 | N/A      | N/A      | PL1  |
| 20                 | 2   | Logan Sargeant    | Williams-Mercedes            | 1.36,827 | N/A      | N/A      | 16   |
| 107%-tid: 1.41,747 |     |                   |                              |          |          |          |      |
| Kilde:             |     |                   |                              |          |          |          |      |

Noter:
↑1 - Begge Haas og Aston Martin biler måtte starte fra pit lane efter at have lavet ændringer på bilens indstillinger under parc fermé.

## Sprint race-kvalifikation
| Pos.               | Nr. | Kører             | Konstruktør                  | Del 1     | Del 2    | Del 3    | Grid |
| ------------------ | --- | ----------------- | ---------------------------- | --------- | -------- | -------- | ---- |
| 1                  | 1   | Max Verstappen    | Red Bull Racing-Honda RBPT   | 1.35,997  | 1.35,181 | 1.34,538 | 1    |
| 2                  | 16  | Charles Leclerc   | Ferrari                      | 1.35,999  | 1.35,386 | 1.34,593 | 2    |
| 3                  | 44  | Lewis Hamilton    | Mercedes                     | 1.36,393  | 1.35,887 | 1.34,607 | 3    |
| 4                  | 4   | Lando Norris      | McLaren-Mercedes             | 1.36,499  | 1.35,594 | 1.34,639 | 4    |
| 5                  | 81  | Oscar Piastri     | McLaren-Mercedes             | 1.36,703  | 1.35,753 | 1.34,894 | 5    |
| 6                  | 55  | Carlos Sainz, Jr. | Ferrari                      | 1.36,268  | 1.35,542 | 1.34,939 | 6    |
| 7                  | 11  | Sergio Pérez      | Red Bull Racing-Honda RBPT   | 1.36,347  | 1.35,718 | 1.35,041 | 7    |
| 8                  | 63  | George Russell    | Mercedes                     | 1.36,281  | 1.35,847 | 1.35,199 | 111  |
| 9                  | 23  | Alexander Albon   | Williams-Mercedes            | 1.36,230  | 1.35,947 | 1.35,366 | 8    |
| 10                 | 10  | Pierre Gasly      | Alpine-Renault               | 1.36,595  | 1.35,785 | 1.35,897 | 9    |
| 11                 | 3   | Daniel Ricciardo  | AlphaTauri-Honda RBPT        | 1.36,737  | 1.35,978 | N/A      | 10   |
| 12                 | 14  | Fernando Alonso   | Aston Martin Aramco-Mercedes | 1.36,365  | 1.36,087 | N/A      | 12   |
| 13                 | 31  | Esteban Ocon      | Alpine-Renault               | 1.36,372  | 1.36,137 | N/A      | 13   |
| 14                 | 18  | Lance Stroll      | Aston Martin Aramco-Mercedes | 1.36,575  | 1.36,181 | N/A      | 14   |
| 15                 | 24  | Zhou Guanyu       | Alfa Romeo-Ferrari           | 1.36,554  | 1.36,182 | N/A      | 15   |
| 16                 | 27  | Nico Hülkenberg   | Haas-Ferrari                 | 1.36,749  | N/A      | N/A      | 16   |
| 17                 | 20  | Kevin Magnussen   | Haas-Ferrari                 | 1.36,9222 | N/A      | N/A      | 17   |
| 18                 | 77  | Valtteri Bottas   | Alfa Romeo-Ferrari           | 1.36,9222 | N/A      | N/A      | 18   |
| 19                 | 22  | Yuki Tsunoda      | AlphaTauri-Honda RBPT        | 1.36,945  | N/A      | N/A      | 19   |
| 20                 | 2   | Logan Sargeant    | Williams-Mercedes            | 1.37,186  | N/A      | N/A      | 20   |
| 107%-tid: 1.42,716 |     |                   |                              |           |          |          |      |
| Kilde:             |     |                   |                              |           |          |          |      |

Noter:
↑1 - George Russell blev givet en 3-plads straf for at køre i vejen for Charles Leclerc under del 1.
↑2 - Kevin Magnussen og Valtteri Bottas satte identiske tider i del 1. Magnussen blev kvalificeret forrest, fordi han satte tiden først.

## Sprint race
| Pos.                                                              | Nr. | Kører             | Konstruktør                  | Omgange | Tid/Udgået | Startpos. | Point |
| ----------------------------------------------------------------- | --- | ----------------- | ---------------------------- | ------- | ---------- | --------- | ----- |
| 1                                                                 | 1   | Max Verstappen    | Red Bull Racing-Honda RBPT   | 19      | 31.30,849  | 1         | 8     |
| 2                                                                 | 44  | Lewis Hamilton    | Mercedes                     | 19      | +9,465     | 3         | 7     |
| 3                                                                 | 16  | Charles Leclerc   | Ferrari                      | 19      | +17,987    | 2         | 6     |
| 4                                                                 | 4   | Lando Norris      | McLaren-Mercedes             | 19      | +18,863    | 4         | 5     |
| 5                                                                 | 11  | Sergio Pérez      | Red Bull Racing-Honda RBPT   | 19      | +22,928    | 7         | 4     |
| 6                                                                 | 55  | Carlos Sainz, Jr. | Ferrari                      | 19      | +28,307    | 6         | 3     |
| 7                                                                 | 10  | Pierre Gasly      | Alpine-Renault               | 19      | +32,403    | 9         | 2     |
| 8                                                                 | 63  | George Russell    | Mercedes                     | 19      | +34,2501   | 11        | 1     |
| 9                                                                 | 23  | Alexander Albon   | Williams-Mercedes            | 19      | +34,567    | 8         |       |
| 10                                                                | 81  | Oscar Piastri     | McLaren-Mercedes             | 19      | +42,403    | 5         |       |
| 11                                                                | 31  | Esteban Ocon      | Alpine-Renault               | 19      | +44,986    | 13        |       |
| 12                                                                | 3   | Daniel Ricciardo  | AlphaTauri-Honda RBPT        | 19      | +45,509    | 10        |       |
| 13                                                                | 14  | Fernando Alonso   | Aston Martin Aramco-Mercedes | 19      | +49,086    | 12        |       |
| 14                                                                | 22  | Yuki Tsunoda      | AlphaTauri-RBPT              | 19      | +49,733    | 19        |       |
| 15                                                                | 27  | Nico Hülkenberg   | Haas-Ferrari                 | 19      | +56,650    | 16        |       |
| 16                                                                | 77  | Valtteri Bottas   | Alfa Romeo-Ferrari           | 19      | +1.04,401  | 18        |       |
| 17                                                                | 24  | Zhou Guanyu       | Alfa Romeo-Ferrari           | 19      | +1.07,9722 | 15        |       |
| 18                                                                | 20  | Kevin Magnussen   | Haas-Ferrari                 | 19      | +1.11,122  | 17        |       |
| 19                                                                | 2   | Logan Sargeant    | Williams-Mercedes            | 19      | +1.11,449  | 20        |       |
| Ret                                                               | 18  | Lance Stroll      | Aston Martin Aramco-Mercedes | 16      | Bremser    | 14        |       |
| Hurtigste omgang: Max Verstappen (Red Bull) - 1.39,060 (omgang 2) |     |                   |                              |         |            |           |       |
| Kilde:                                                            |     |                   |                              |         |            |           |       |

Noter:
↑1 - George Russell blev givet en 5-sekunders straf for at køre af banen, og hermed få en fordel. Hans slutposition gik som resultat fra 7. til 8. pladsen.
↑2 - Zhou Guanyu blev givet en 5-sekunders straf for at køre af banen, og hermed få en fordel. Hans slutposition gik som resultat fra 16. til 17. pladsen.

## Resultat
| Pos.                                                               | Nr. | Kører             | Konstruktør                  | Omgange | Tid/Udgået  | Startpos. | Point |
| ------------------------------------------------------------------ | --- | ----------------- | ---------------------------- | ------- | ----------- | --------- | ----- |
| 1                                                                  | 1   | Max Verstappen    | Red Bull Racing-Honda RBPT   | 56      | 1:35.21,362 | 6         | 261   |
| 2                                                                  | 4   | Lando Norris      | McLaren-Mercedes             | 56      | +10,730     | 2         | 18    |
| 3                                                                  | 55  | Carlos Sainz, Jr. | Ferrari                      | 56      | +15,134     | 4         | 15    |
| 4                                                                  | 11  | Sergio Pérez      | Red Bull Racing-Honda RBPT   | 56      | +18,460     | 9         | 12    |
| 5                                                                  | 63  | George Russell    | Mercedes                     | 56      | +24,999     | 5         | 10    |
| 6                                                                  | 10  | Pierre Gasly      | Alpine-Renault               | 56      | +47,996     | 7         | 8     |
| 7                                                                  | 18  | Lance Stroll      | Aston Martin Aramco-Mercedes | 56      | +48,696     | PL        | 6     |
| 8                                                                  | 22  | Yuki Tsunoda      | AlphaTauri-RBPT              | 56      | +1.14,385   | 11        | 51    |
| 9                                                                  | 23  | Alexander Albon   | Williams-Mercedes            | 56      | +1.26,7142  | 15        | 2     |
| 10                                                                 | 2   | Logan Sargeant    | Williams-Mercedes            | 56      | +1.27,998   | 16        | 1     |
| 11                                                                 | 27  | Nico Hülkenberg   | Haas-Ferrari                 | 56      | +1.29,904   | PL        |       |
| 12                                                                 | 77  | Valtteri Bottas   | Alfa Romeo-Ferrari           | 56      | +1.38,601   | 13        |       |
| 13                                                                 | 24  | Zhou Guanyu       | Alfa Romeo-Ferrari           | 55      | +1 omgang   | 12        |       |
| 14                                                                 | 20  | Kevin Magnussen   | Haas-Ferrari                 | 55      | +1 omgang   | PL        |       |
| 15                                                                 | 3   | Daniel Ricciardo  | AlphaTauri-Honda RBPT        | 55      | +1 omgang   | 14        |       |
| Ret                                                                | 14  | Fernando Alonso   | Aston Martin Aramco-Mercedes | 49      | Underside   | PL        |       |
| Ret                                                                | 81  | Oscar Piastri     | McLaren-Mercedes             | 10      | Sammenstød  | 10        |       |
| Ret                                                                | 31  | Esteban Ocon      | Alpine-Renault               | 6       | Sammenstød  | 8         |       |
| DSQ                                                                | 44  | Lewis Hamilton    | Mercedes                     | 56      | Bundplade3  | 3         |       |
| DSQ                                                                | 16  | Charles Leclerc   | Ferrari                      | 56      | Bundplade3  | 1         |       |
| Hurtigste omgang: Yuki Tsunoda (AlphaTauri) - 1.38,139 (omgang 56) |     |                   |                              |         |             |           |       |
| Kilde:                                                             |     |                   |                              |         |             |           |       |

Noter:
↑1 - Inkluderer point for hurtigste omgang.
↑2 - Alexander Albon blev givet en 5-sekunders straf for at køre af banen, og hermed få en fordel. Hans slutposition forblev uændret af straffen.
↑3 - Lewis Hamitlon og Charles Leclerc sluttede på henholdsvis 2. og 6. pladsen, men blev efter ræset diskvalificeret, efter at det blev opdaget at deres bundeplader ikke levede op til de tekniske regulationer.

## Stilling i mesterskaberne efter løbet
| Pos. | Kører            | Point |
| ---- | ---------------- | ----- |
| 1    | Max Verstappen   | 466   |
| 2    | Sergio Pérez     | 240   |
| 3    | Lewis Hamilton   | 201   |
| 4    | Fernando Alonso  | 183   |
| 5    | Carlos Sainz Jr. | 171   |

| Pos. | Konstruktør           | Point |
| ---- | --------------------- | ----- |
| 1    | Red Bull-Honda RBPT   | 706   |
| 2    | Mercedes              | 344   |
| 3    | Ferrari               | 322   |
| 4    | McLaren-Mercedes      | 242   |
| 5    | Aston Martin-Mercedes | 236   |